# Harpactea hauseri
Harpactea hauseri là một loài nhện trong họ Dysderidae.
Loài này thuộc chi Harpactea. Harpactea hauseri được miêu tả năm 1976 bởi Brignoli.